# Conrad von Holstein (Offizier, 1711)
Conrad von Holstein (* 8. August 1711 in Odense; † 23. April 1784 in Schleswig) war ein dänischer Offizier. 

## Leben
Conrad von Holstein war der Sohn von Generalmajor Ditlev von Holstein und wurde 1732 in das Livregiment til Hest (zu deutsch: Lebensregiment zu Pferd) aufgenommen. Er verbrachte seine gesamte Dienstzeit in dem Regiment und durchlief verschiedenste Positionen. Von Holstein wurde 1733 Leutnant, 1738 Rittmeister, 1745 Kammerjunker, 1750 Major, 1756 Oberstleutnant, 1758 Kammerherr, 1760 Oberst und Regimentschef, 1768 Weißer Ritter, 1772 Generalmajor und 1775 mit dem Rang eines Generalleutnants in den Ruhestand versetzt. 

## Familie
Im Jahr 1750 heiratete von Holstein Anna Cathrine von Wedderkop, die Tochter des deutschen Diplomaten in dänischen Diensten und Domherr zu Lübeck Gottfried von Wedderkop. Nach ihrem Tod heiratete er 1776 ein zweites Mal und ehelichte Charlotte von Schwartzkoppen. Von Holstein hatte mit Adam Eggert und Ulrik Adolph von Holstein zwei Brüder.